# Apró Attila
Apró Attila (Budapest, 1947. február 3. – 2020. december 20.) magyar rendező, Petrovics Emil öccse.

## Családja
Apró Gyula és Weninger Erzsébet kisebbik gyermekeként született. Anyai nagyapja, Weninger József a katolikus templom karnagya volt Nagybecskereken, aki a századfordulón került Ausztriából a Vajdaságba, anyai nagyanyja Mihalik Margit pedig a Felvidékről származott.
Jugoszlávia német megszállása és a Vajdaság Magyarországhoz csatolása után édesanyja, anyai nagyanyja és anyja kishúga, valamint anyjának első házasságából született féltestvére, Petrovics Emil Budapestre költöztek az itt élő rokonaikhoz, és végleg Magyarországon telepedtek le. Édesanyja – férje távollétében – formálisan is felbontotta az első házasságát, és feleségül ment Apró Gyulához, akitől 1943-ban megszületett a nővére, Mária, míg ő 1947-ben jött a világra.

## Élete
Tanulmányait a Liszt Ferenc Zeneművészeti Főiskolán végezte 1966–1969 között. 1981–1985 között a Színház- és Filmművészeti Főiskola hallgatója volt.
1971–1976 között a Magyar Hanglemezgyártó Vállalat zenei rendezője volt. 1972–1976 között a Magyar Televízió külső munkatársa volt, 1976-tól belső munkatársa lett. 1982 óta vezető rendező. 1984–1987 között a rendezői osztály osztályvezetőjeként dolgozott. 1987–1990 között a szerkesztőség vezetője volt. 1990–1997 között vezető rendező volt. 1997 óta az Eastern Kft. producer-rendezője. 2004 óta főrendező.

## Munkái

### Sorozatok
- A Magyar Televízió Nemzetközi Karmesterversenye 1-10. (1974–2002)
- Játék határok nélkül (1993, 1994, 1995, 1996, 1997)
- Zene-zene-zene (50 adás)
- Remekművek (18 adás)
- Zenebutik (100 adás)
- "Hogy volt" –  50 perc színházról   (12 adás–1991)
- Legyen a zene mindenkié! (A Kodály módszer) I – VI.
- Zeneóra Óbudán (40 adás)

### Dramatikus művek
- Verdi: Traviata /operafilm/  (1986)
- Gounod: Faust /operafilm/  (1987)
- Csajkovszkíj: Anyegin /operafilm/ (1987)
- Cseres Tibor: A terebesi kastélyban /TV-játék/ (1987)
- Monteverdi: Tankred és Klorinda /balett-film/  (1987)
- Sztravinszkíj: Pulcinella /balett-film/ (1988)
- Deák: Az elítélt /opera-fantázia/  (1988)

### Portréfilmek
- Fodor András portré
- Hangsebesség – Gulyás Dénes portré (1987)
- Doráti Antal portré (1988)
- Portré nyolc képben – Sass Sylvia (1989)
- Budai Lívia  portré (1995)
- Magyar zeneszerzők – Szokolay Sándor portré (2000)
- Jandó Jenő portréfilmje (2004)
- Marton Éva arcai (2004)
- Örömünnep – koncert a Dunán – Bogányi Gergely (2004)
- A szabadság napja – a gödöllői koncert közvetítése (2004)
- Bach: János passió – Zeneakadémia Nagyterem (2005)
- Művészetek Palotája – Ünnepélyes megnyitó (2005)
- Március 15-i Állami Ünnepi Gálaest (2005)
- Eötvös Péter szerzői estje (2005)

## Színházi rendezései
- Mascagni: Parasztbecsület (1988)
- Leoncavallo: Bajazzók (1988)
- Gounod: Faust (1991)

## Filmjei
- Az elítélt (1982)

## Kitüntetések
- Szocialista Kultúráért
- Kiváló Munkáért